# Lockheed Martin Space Systems

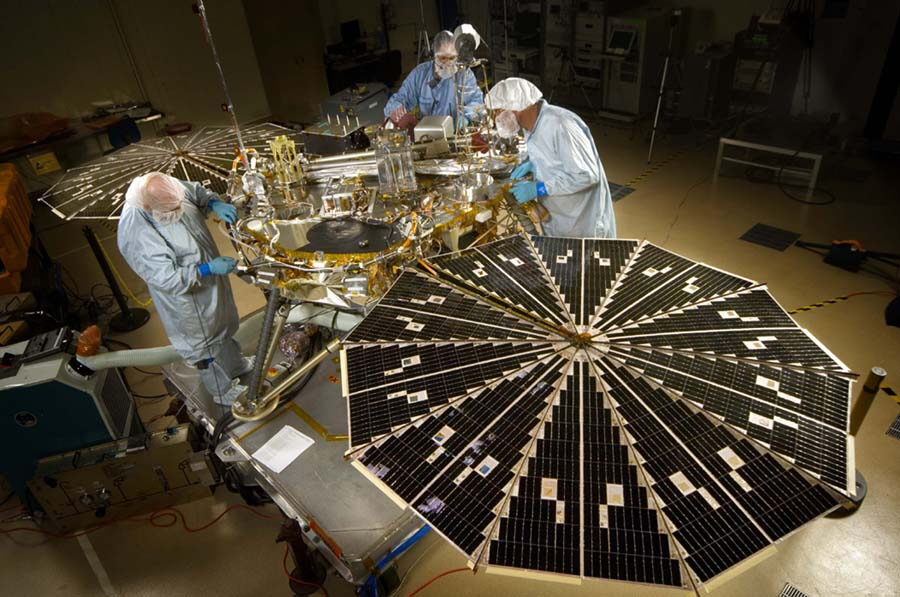
Sonda Phoenix podczas montażu w zakładach w Denver

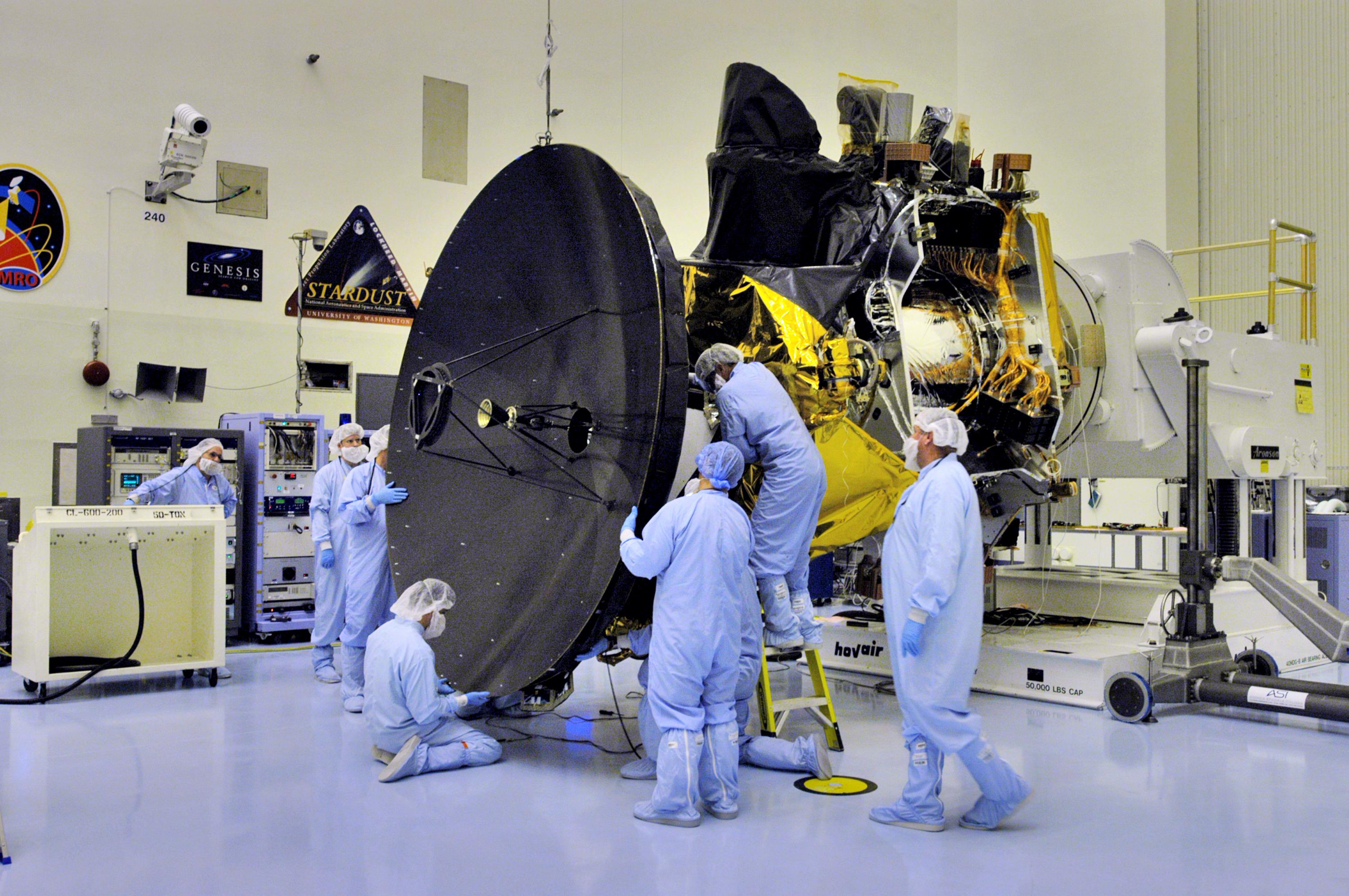
Sonda Mars Reconnaissance Orbiter

Lockheed Martin Space Systems Company – amerykańskie przedsiębiorstwo przemysłu rakietowo-kosmicznego, jeden z czterech podstawowych działów koncernu Lockheed Martin. Przedsiębiorstwo zajmuje się produkcją cywilnych i wojskowych sztucznych satelitów, próbników i sond kosmicznych oraz systemów rakietowych.
Siedziba firmy znajduje się w Denver (Kolorado), firma posiada ponadto oddziały w Sunnyvale (Kalifornia), Newtown (Pensylwania) oraz Huntsville (Alabama). Przedsiębiorstwo zatrudnia obecnie ponad 16000 pracowników.

## Historia[1]
- Przedsiębiorstwo powstało jako Lockheed Missile Systems z siedzibą w Van Nuys w 1956 roku a rok później uruchomiono większą wytwórnię w Sunnyvale. Pierwszym produktem był dwustopniowy balistyczny pocisk rakietowy Polaris. W późniejszych latach w związku z wdrożeniem produkcji satelitów nazwę firmy zmieniono na Lockheed Missiles and Space Division.
- Kolejnymi pociskami produkowanymi przez firmę były Poseidon (1971 rok), Trident (1979 rok). Wszystkie pociski balistyczne skonstruowano i produkowano w zakładach w Sunnyvale.
- Pod koniec lat pięćdziesiątych zakłady zostały głównym wykonawcą elementów strategicznego systemu satelitarnego określanego WS-117L. Głównym elementem systemu był człon rakietowy Agena, który dzięki możliwości manewrowania w przestrzeni kosmicznej służył do wynoszenia satelitów programu CORONA. Ponadto firma była producentem wielu innych elementów systemu w tym między innymi satelitów wywiadowczych serii KH, przy czym szczegółowe dane na ten temat nie są jawne.
- W latach pięćdziesiątych firma Martin w zakładach w Denver rozpoczęła produkcję rakiet nośnych serii Titan, ostatnia z serii rakieta nośna Titan IV jest wciąż tam produkowana. Obecnie w Denver znajduje się siedziba firmy i główne zakłady produkcyjne.

## Struktura organizacyjna i wybrane produkty
Obecnie firma dzieli się na cztery działy:

### Strategiczne Systemy Rakietowe
- Airborne Laser Testbed - element amerykańskiego systemu obrony antybalistycznej, którego zadaniem jest zwalczanie wrogich pocisków balistycznych, w pierwszej silnikowej fazie ich lotu.
- Terminal High Altitude Area Defense - rakietowy system antybalistyczny stanowiący element ostatniej warstwy obrony amerykańskiego programu antyrakietowego.
- Multiple Kill Vehicle - program badawczo-konstrukcyjny zmierzający do opracowania wielogłowicowego systemu kinetycznego, zdolnego do przechwytywania i niszczenia głowic międzykontynentalnych pocisków balistycznych.
- Medium Extended Air Defense System - rakietowy mobilny system antybalistyczny i przeciwlotniczy krótkiego i średniego zasięgu obrony w fazie terminalnej.

Dział ten zajmował się wcześniej produkcją rakiet Polaris, Posejdon i Trident.

### Systemy Inwigilacyjne i Nawigacyjne
- Global Positioning System IIR, IIRM i IIF - systemy nawigacji satelitarnej.

### Globalne Systemy Komunikacyjne
- AEHF (Advanced Extremely High Frequency) – system komunikacyjny wykorzystujący wysokie częstotliwości.
- Milstar – satelitarny system łączności wykorzystywany przez USAF.

### Systemy Eksploracyjne
- MAVEN - sonda kosmiczna i sztuczny satelita Marsa.
- Juno -sonda kosmiczna- planowany sztuczny satelita Jowisza.
- Lądownik Phoenix - bezzałogowy lądownik, będący częścią programu NASA Mars Scout Program.
- Mars Odyssey - sonda kosmiczna i sztuczny satelita Marsa wysłana w ramach programu Mars Exploration Program,
- Mars Reconnaissance Orbiter - naukowo-telekomunikacyjna sonda kosmiczna,
- Mars Global Surveyor - bezzałogowa sonda kosmiczna wysłana na Marsa,
- OSIRIS-REx - planowana misja bezzałogowej sondy kosmicznej, której celem będzie planetoida (101955) Bennu.